# 1953 في العراق
فيما يلي قوائم الأحداث التي وقعت خلال عام 1953 في العراق.

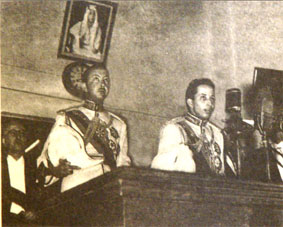
تتويج فيصل غازي ملكًا على العراق، 2 أيار 1953

## سياسة

### تعيين في المنصب
- 24 يناير – عبد المجيد القصاب عضو مجلس النواب العراقي.
- 29 يناير – محمد حسن سلمان وزير الصحة (العراق).

### انتهاء فترة المنصب
- 29 يناير – عبد المجيد القصاب وزير الصحة (العراق).
- 15 سبتمبر – محمد حسن سلمان وزير الصحة (العراق).

## مواليد

### يناير
- 1 يناير – أبو نبيل الأنباري
- 1 يناير – ثامر يوسف لاعب كرة قدم عراقي.
- 1 يناير – رائد جرار مهندس معماري عراقي.
- 1 يناير – سعاد اللامي
- 1 يناير – سميرة الشهبندر طبيبة عراقية.
- 1 يناير – عبد الباسط تركي سياسي عراقي.
- 1 يناير – عبد العزيز الحكيم سياسي عراقي.
- 1 يناير – عدنان الجنابي سياسي عراقي.
- 1 يناير – عقيلة الهاشمي سياسية عراقية.
- 1 يناير – مامە ريشە
- 1 يناير – محمد رضا نقدي قائد عسكري إيراني.
- 1 يناير – محمود ذياب الأحمد دبلوماسي عراقي.
- 1 يناير – هادي أحمد لاعب كرة قدم عراقي.
- 1 يناير – هدى صالح مهدي عماش عالِمة أحياء ومسؤولة عراقية في حكم الرئيس صدام حسين.

### أبريل
- 20 أبريل – رعد حمودي لاعب كرة قدم عراقي.

### يونيو
- 29 يونيو – حسن فرحان لاعب كرة قدم عراقي.

### يوليو
- 1 يوليو – أبو تحسين الصالحي جندي وعسكري عراقي.
- 1 يوليو – محمد توفيق رحيم سياسي عراقي.
- 7 يوليو – ظافر صاحب
- 20 يوليو – آزاد الشكرجي

### نوفمبر
- 11 نوفمبر – نماء الورد

### ديسمبر
- 2 ديسمبر – هوشيار زيباري

## وفيات

### يناير
- 1 يناير – سلمى الملائكة (مواليد 1909) شاعرة عراقية.
- 1 يناير – عبد الرزاق محسوب (مواليد 1875) صانع ومصمم ساعة الأعظمية.